# Grevinge Lammefjord
Grevinge Lammefjord er en lille kyst- og sommerhusby ved Lammefjorden i Nordvestsjælland med 257 indbyggere  (2024). Byen er beliggende i Grevinge Sogn fire kilometer sydøst for Grevinge og 14 kilometer nordvest for Holbæk. Den ligger i Odsherred Kommune og tilhører Region Sjælland.
Grevinge Lammefjord er etableret som et sommerhusområde, hvor antallet af fastboende for første gang nåede over 200 i 2012, hvorfor det nu defineres som et byområde.